# Rensselaer (New York)
Rensselaer je grad u američkoj saveznoj državi New York. Prema popisu stanovništva iz 2010. u njemu je živjelo 9.392 stanovnika.